# Slovjanoserbský rajón
Slovjanoserbský rajón (ukrajinsky Слов'яносербський район) byl rajón v Luhanské oblasti na Ukrajině. Hlavním městem byl Slovjanoserbsk a rajón měl přibližně 54 tisíc obyvatel. 

## Sídla v rajónu
- Bilohorivka
- Čornuchyne
- Kalynove
- Komyšuvacha
- Malorjazanceve
- Myrna Dolyna
- Senťanivka (do roku 2016 Fruzne)
- Rodakove
- Slovjanoserbsk
- Ivanivske
- Lozivskyj
- Zymohirja